# Delirium (фільм)
«Delirium» (делірій у перекладі з лат. — марення)  — другий фільм українського кінорежисера, та художника Ігоря Подольчака. Кінострічку знято за мотивами повісті «Індуктор» Дмитра Бєлянського. У створенні фільму брали участь три кінокомпанії MF Films (Україна), Podolchak Films (Україна), Paulus vom Lemberg (Чехія). Роботу над фільмом закінчено 2012 року.
Світова прем'єра стрічки відбулася в конкурсній програмі «Тиждень режисерів» на міжнародному кінофестивалі «Фанташпорту — 2013», Порту, Португалія. На Багдадському Міжнародному кінофестивалі (2013) фільм був нагороджений «Першим Призом».

## Синопсис
Можливо, досить зустріти похоронну процесію, щоб випасти з дійсності у марення. Марення, де час, втративши свій невпинний рух, петляє серед образів небуття — віддзеркалень Смерті в смертях минулих і майбутніх, жахливих і бажаних… Гість — молодий психіатр — запрошений пожити в родині в зв'язку з підозрюваним божевіллям Батька, одержимого хворобливо-суїцидальним потягом до мотузків, вузлів і задухи. Але цілком можливо, що все навпаки, і саме його — Гостя — психічне здоров'я вимагає медичного втручання.

## Актори та персонажі

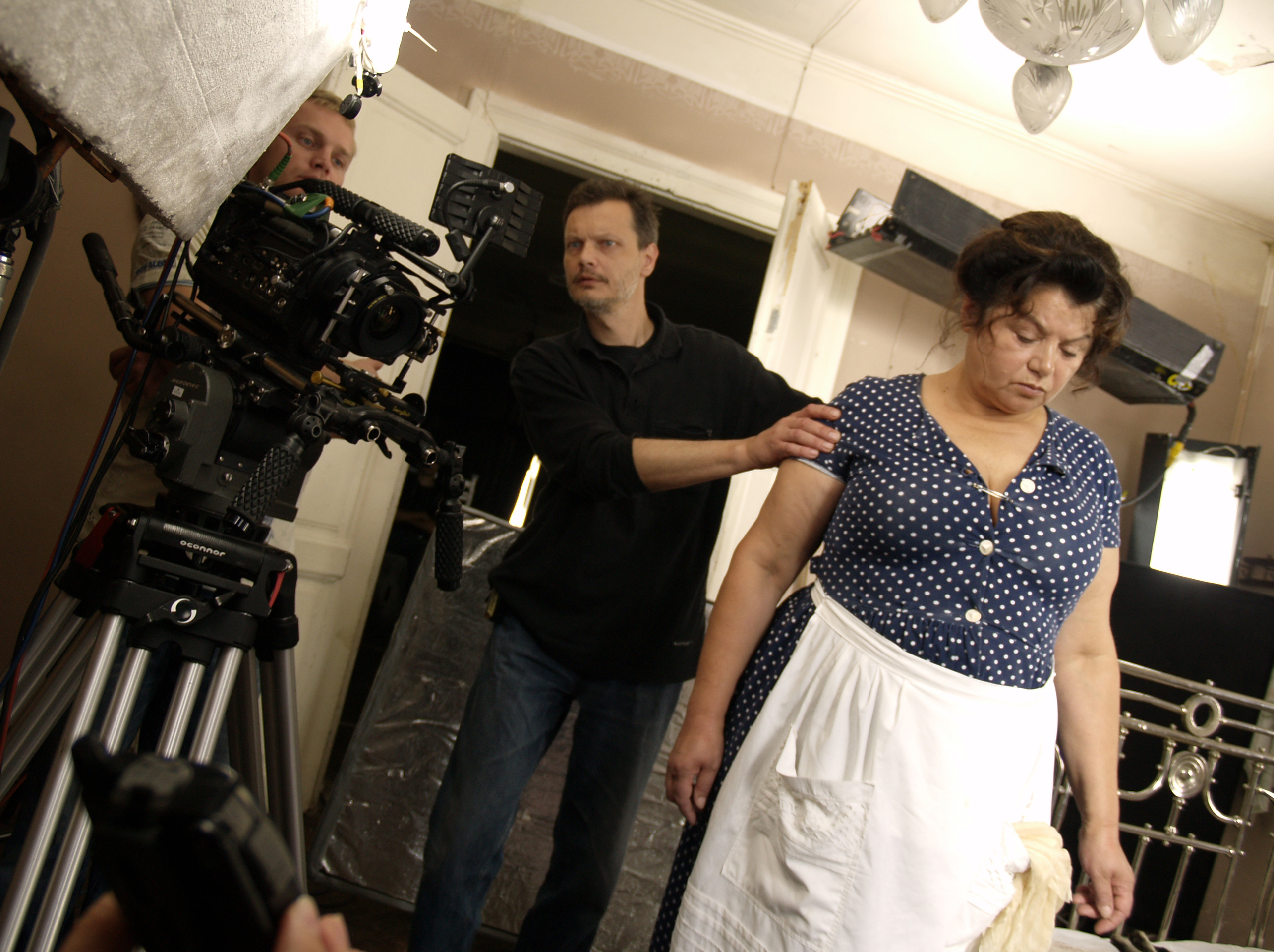
Микола Єфименко, Ігор Подольчак та Леся Войневич (Мати) на знімальному майданчику. Брюховичі, 2008

- Володимир Хим'як (Гість / Психіатр) — аматор, перша роль у кіно.
- Петро Рибка (Батько / Професор) — аматор, перша роль у кіно.
- Леся Войневич (Мати) (нар. 1947, Львів) — акторка, у 1973—2002 роках працювала у Першому українському театрі для дітей та юнацтва, м. Львів.
- Ольга Бакус (Служниця) (нар. 1969, Львів) — акторка, працює у Національному академічному драматичному театрі ім. Марії Заньковецької, м. Львів.
- Ольга Горбач (Донька) — акторка, працює Львівському академічному театрі імені Леся Курбаса, м. Львів
- Іван Костенко (Син / Чоловік Доньки) — аматор, перша роль у кіно.
- Василь Костенко (Священик) — аматор, перша роль у кіно.

## Виробництво

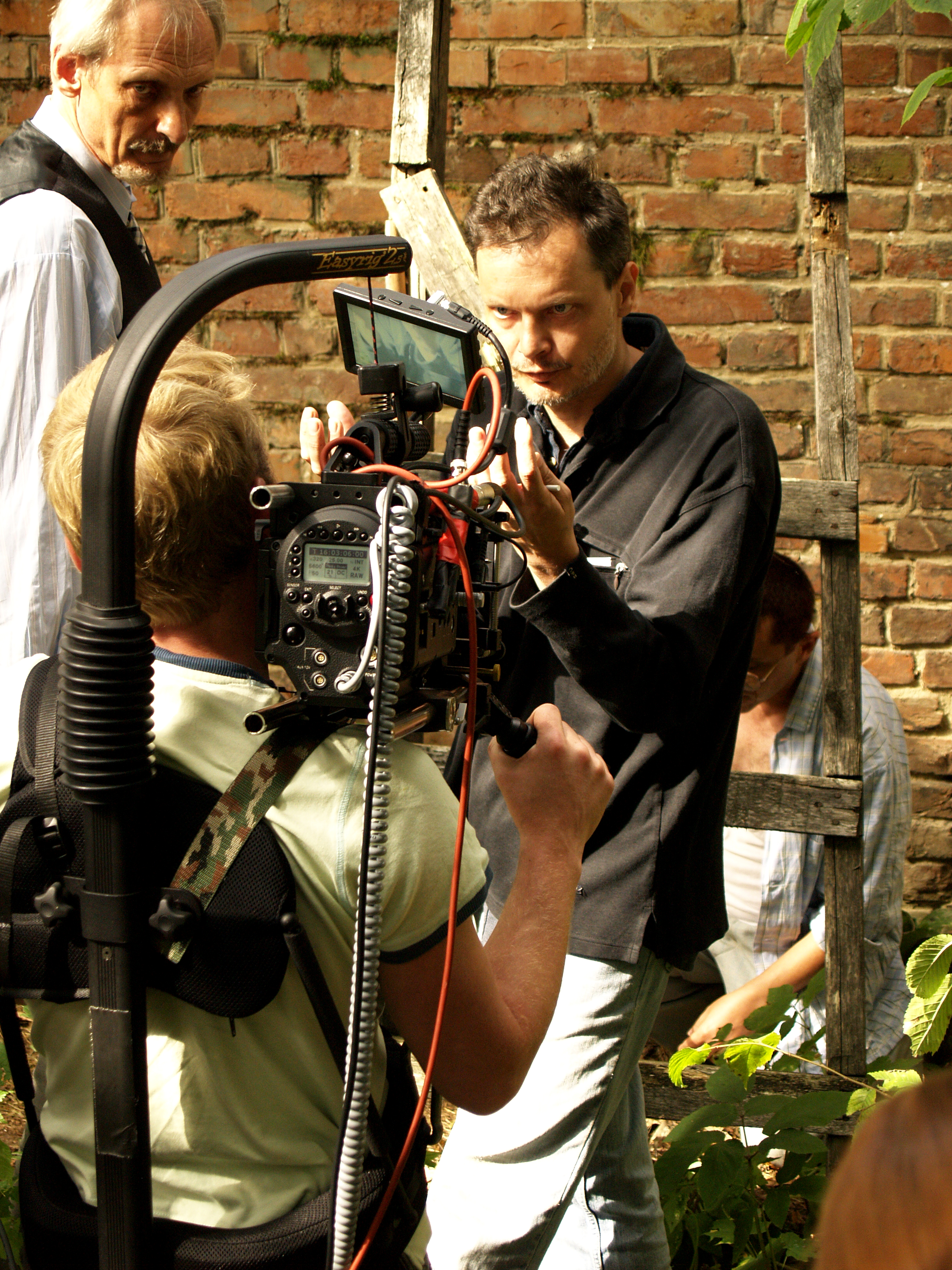
Ігор Подольчак на знімальному майданчику. Брюховичі, 2008

Робота над сценарієм почалась весною 2008 року і була завершена напередодні зйомок. Режисерська розробка та підготовчий період були фінансово підтримані Фондом імені Губерта Балса (Нідерланди). У пошуках локацій для зйомок творча група здійснила тривалу експедицію по Прикаппаттю та Закарпаттю України. Перший етап зйомок проходив з 1 серпня по 15 вересня 2008 року у передмісті Львова — Брюховичах та Городку, другий етап проходив у Києві в кінці 2009 — на початку 2010 рр. Загалом знімальний період тривав 35 змін. Зйомки проводились на цифрову камеру Red One. Майже весь фільм, крім першої та останньої сцени, зняти за допомогою оптики Tilt & Shift, яка дала можливість створити специфічну картинку з нерівномірним розподіленням фокусу по площині кадру та різноманітними геометричними спотвореннями змісту кадру. У сцені, що знімалась в городоцькому костелі використовувався кран «Гармошка» [Архівовано 24 лютого 2013 у Wayback Machine.] та гідростабілізована панорамна головка «Flight Head» [Архівовано 13 грудня 2013 у Wayback Machine.] української компанії Фільмотехнік.
Монтаж, кольорокорекція, ефекти та тонування проводились на обладнанні Macintosh та при використанні програмного забезпечення Apple Final Cut Pro, Color Final Cut Studio, ефекти робились в Adobe After Effects. Фільм був повністю тонований, звук зі знімального майданчика практично не використовувався. Озвучування трьох персонажів — Батька, Гостя, Сина, здійснив київський актор Віталій Лінецький.
Звукорежисуру фільму виконав відомий український музикант та телеведучий Мирослав Кувалдін. Остаточна редакція звуку була зроблена Ігорем Подольчаком та Ігорем Дюричем 2011 року.

## Музика
Музику для фільму написав Олександр Щетинський. Початково режисер і композитор планували уподібнити музику до традиційного жанру Dies irae (лат.: День гніву), що є частиною католицької меси. Були написані шість закінчених інструментальних частин, названих відповідно до розділів латинського тексту меси: Dies Irae, Quantus tremor, Mors stupebit, Ingemisco, Tuba mirum, Lacrimosa. Композитор обмежився засобами симфонічного оркестру і не використовував ані тексту, ані вокалу. Музика не містила прямої ілюстративності і, зокрема, завдяки аванґардним стильовим прийомам парадоксально поєднувалася із назвами, апелюючи до принципів сюрреалізму, що цілком відповідало естетиці фільму і намірам режисера. Однак в процесі роботи автори вирішили використати лише дві музичні частини — Mors stupebit на початку фільму (на екрані — лише назва DELIRIUM) і Dies irae в кінці (титри).
Під час розгортання дії фільму музика взагалі не звучить. Єдиний виняток — молитва-речитація священика, де використано текст Dies irae (в озвученні цього епізоду взяв участь сам композитор). Завдяки цьому початковий і кінцевий музичні фраґменти набули додаткового драматургічного значення: введення до «проблематики» фільму (ефект налаштування на відповідну естетичну «хвилю») і смислове узагальнення. Натомість молитва Священика цю проблематику конкретизує.

## Інтепретації

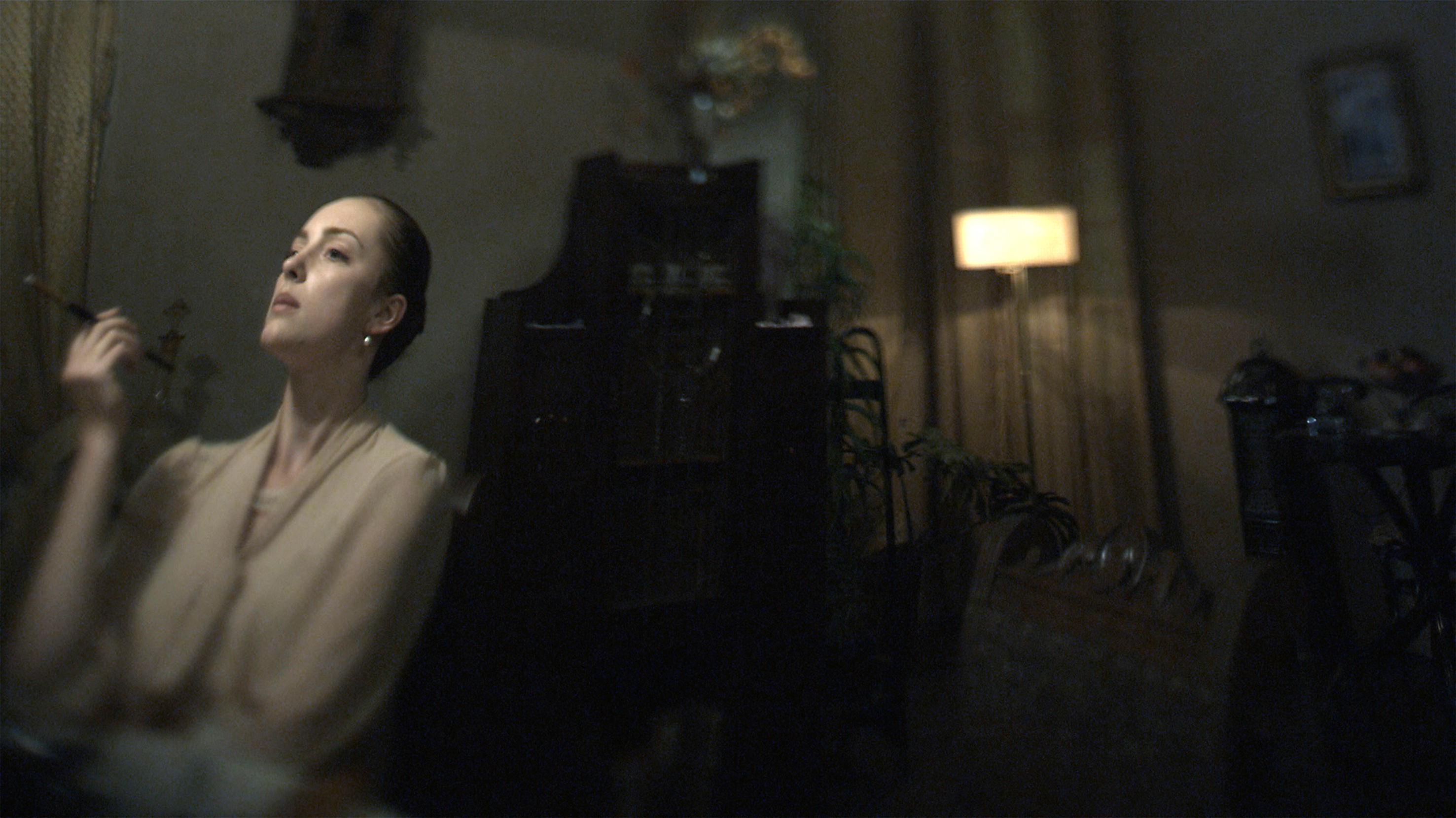
Кадр з фільму

Як і у першому своєму фільмі «Las Meninas», «Delirium» апелює до заплутаних сімейних саг, якими рясніють літературні твори Вітольда Гомбровича, Мілорада Павича та Бруно Шульца. На відміну від саг Лукіно Вісконті («Загибель богів») або Інгмара Бергмана («Фанні та Олександр»), Подольчак уникає наративу — все відбувається по-за просторово-часовим континіумом з фокусом на психічних станах. Його персонажі умовні, що підкреслюється наіменуваннями-архетипами: Батько, Мати, Донька…
Розвиваючи теми, задані у «Las Meninas», Подольчак в «Delirium» дещо видозмінює «сімейну» структуру — вводить в герметичний «генеалогічний» кошмар «іншого» персонажа — людину зі строни. Але цей «чужак» (головний герой — Психіатр, своєрідний нащадок оповідача з «Падіння дому Ашерів» Едгара По), проявляє себе зовсім не як чужорідне тіло. Його вторгнення не викликає жодних змін у «сімейному організмі». Навпаки, сім'я поглинає «іншого», перетворюючи його у повноправного учасника дивної гри, з якої немає виходу.
З точки зору кінематографічних жанрів, радше піджанрів, «Delirium» можна віднести до так званих «історій про будинки, з яких немає виходу» або «історій про будинки з привидами». З фільмів першої категорії найближчими є «Сингапурский слінг» и «До зустрічі в пеклі, моя люба» Нікоса Ніколаідіса. З фільмів другої категорії можна, для порівняння, згадати «Будинок з привидами» Роберта Уайза та «Інші» Алехандро Аменабара. Але на відміну від стрічок Уфйза та Аменабара, у фільмі Подольчака глядач зштовхується з поняттям «помилкового саспенсу», коли режисер ніби створює атмосферу тривожного очікування, але ці передчуття чогось жахливого скоро руйнуються від неадекватної реакції на них персонажів. Саспенс, у виданні Подольчака, саморуйнується — немає точки зору «ззовні», немає координат «нормальності», за якими глядач здатен протиставити себе екранній невідомості — він сам стає цією невідомістю. Таким чином Подольчак провокує у глядача почуття гострої клаустрофобії — з його дому-світу немає виходу. Глядач, як і персонажі, не знає чи існує ще щось за межами того місце, де він перебуває в цей момент, а оскільки «цей момент» має властивість закільцьовуватись, то втеча «звідси» стає просто неможливою.

## Релізи, фестивалі та відгуки

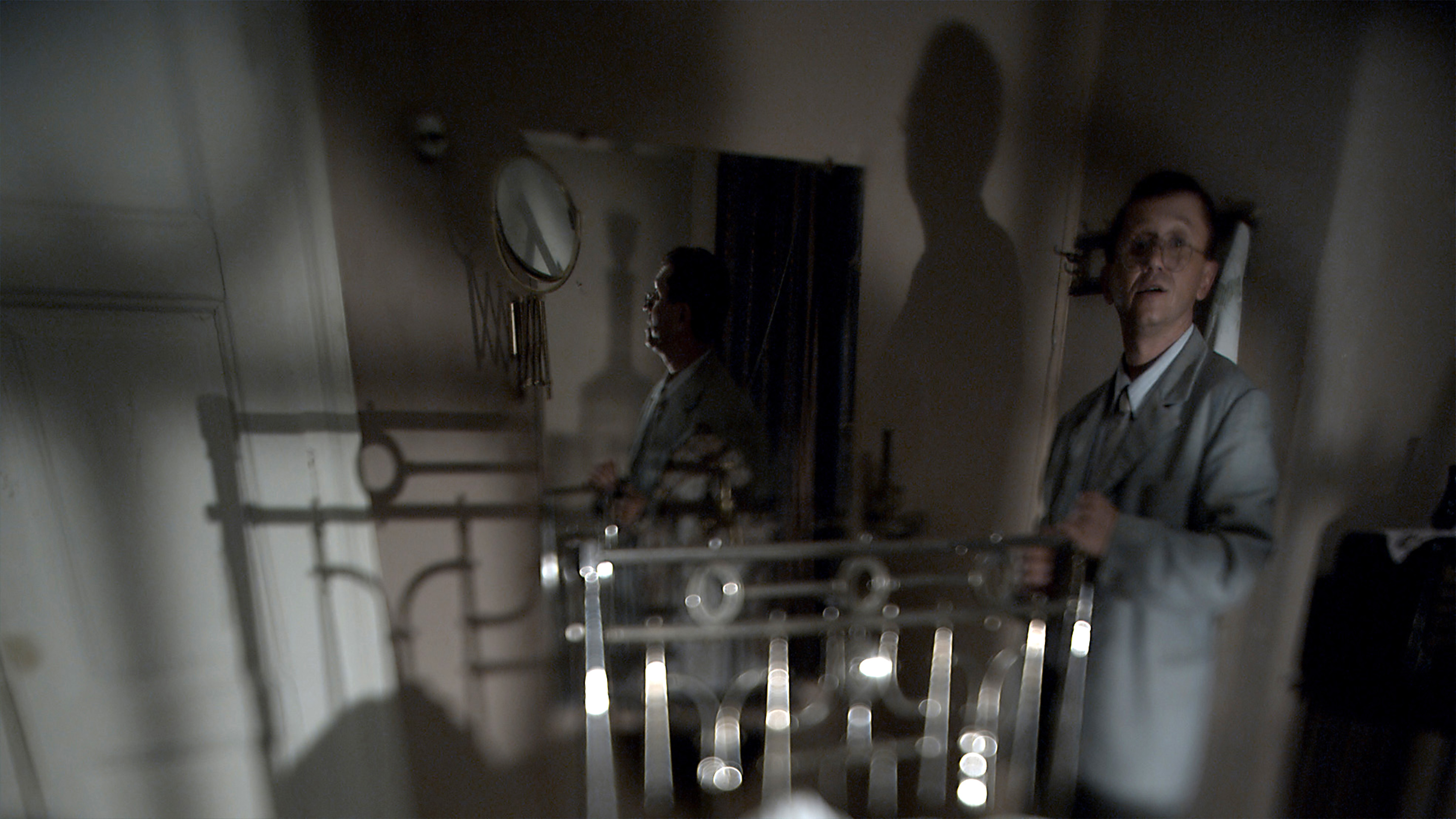
Кадр з фільму

Вперше уривки з фільму були представлені на 45-му Міжнародному кінофестивалі в Карлових Варах у програмі «Фільми у виробництві». Нові повнометражні стрічки з центральної та східної Європи" у 2010 році. Участь у цій програмі була зумовлена пошуком додаткових джерел фінансування для завершення фільму.
За версією Афіша@Mail.Ru фільм Delirium став п'ятим у рейтингу «Топ-10 українських фільмів 2012 року».
Прем'єри фільму:
- Світова прем'єра — 4 березня 2013 року. Номінація на нагороду Найкращий режисер у конкурсній програмі[2] «Тиждень режисерів» на міжнародному кінофестивалі «Фанташпорту — 2013», Порту.
- Латиноамериканська прем'єра — 23 березня 2013 року. «Міжнародна панорама» на Уругвайському міжнародному кінофестивалі[10] в Монтевідео.
- Російська прем'єра — 13 червня 2013 року. Номінація на Гран Прі на Міжнародному кінофестивалі ім. А. Тарковського[11].

|  | Найбільш радикальний експеримент можна записати у актив українського режисера Ігоря Подольчака. Його фільм Delirium – суміш параноїдальної маячні і математичного аналізу, які зняті майже з повним розфокусуванням кадру і у найнезвичайніших візуальних рішеннях. |

- Українська прем'єра — 19 липня 2013 року. Номінація на Українську національну кінопремію[13]. Одеський міжнародний кінофестиваль.

|  | Взагалі, стрічка дуже клаустрофобічна та болісна, вона як чорна діра затягує глядача у себе. Думаю, це візуальне рішення може бути метафорою для улюбленої Подольчаком української інтелігенції та буржуазії, яку так само затягнуло у чорну діру часу, і замість її безпосередньої присутності, ми можемо бачити лише сліди її існування – предмети побуту, які назавжди втратили своє місце та хазяїв. |

|  | Подольчака передусім цікавить людська свідомість, тому його роботи нагадують болісні сновидіння, із юнґіанськими мотивами і домінуванням образа над словом. Причому сам режисер воліє порівнювати свої стрічки з абстракцією в живописі і тримається осторонь якихось однозначних трактувань. . |

- Азійська прем'єра — 7 жовтня 2013 року. Багдадський міжнародний кінофестиваль. На цьому фестивалі фільм був нагороджений Першим Призом.